# Tom Lund (rokometaš)
Tom Benny Lund, danski rokometaš, * 26. november 1944, † 16. oktober 2000.
Leta 1972 je na poletnih olimpijskih igrah v Münchnu v sestavi danske rokometne reprezentance osvojil 13. mesto.